# Lockhart Beach Provincial Park
Der Lockhart Beach Provincial Park ist ein 3 ha kleiner Provinzpark im kanadischen British Columbia. Der Park liegt am Ostufer des Kootenay Lake, 40 Kilometer nördlich von Creston am British Columbia Highway 3A, im Regional District of Central Kootenay.
Der Park gehört zu den zehn kleinsten und zu den zehn ältesten der Provincial Parks in British Columbia.

## Anlage
Der Park liegt am Ostufer des Kootenay Lake und wird vom Highway 3A durchquert, welcher den Park damit in zwei Teile spaltet. Der östliche Teil des Parks wird vom Lockhart Creek durchflossen, welcher auch dem östlich liegenden Lockhart Creek Provincial Park seinen Namen gibt.
Bei dem Park handelt es sich um ein Schutzgebiet der Kategorie II (Nationalpark).

## Geschichte
Wie bei fast allen Provinzparks in British Columbia gilt auch für diesen, dass er lange bevor die Gegend von europäischen Einwanderern besiedelt oder sie Teil eines Parks wurde dieses Jagd- und Fischereigebiet verschiedener Völker der First Nations war. Archäologische Nachweise für diese Nutzung wurden bisher jedoch nicht gefunden.
Der Park wurde am 13. Oktober 1933 gegründet und sein Status zuletzt im Jahr 2000 gesetzlich bestätigt.

## Flora und Fauna
Innerhalb des Ökosystems von British Columbia, welches mit dem Biogeoclimatic Ecological Classification (BEC) Zoning System in verschiedene biogeoklimatischen Zonen eingeteilt wird, wird der Park der Interior Cedar-Hemlock Zone zugeordnet. Biogeoklimatische Zonen zeichnen sich durch ein grundsätzlich identisches Klima sowie gleiche oder sehr ähnliche biologische und geologische Voraussetzungen aus. Daraus resultiert in den jeweiligen Zonen dann auch ein sehr ähnlicher Bestand an Pflanzen und Tieren.

## Aktivitäten
Der Park verfügt über keine ausgeprägte touristische Infrastruktur. Der Park verfügt jedoch, neben einem Picknickbereich, über 18 Stellplätze für Wohnmobile und Zelte sowie über einfache Sanitäranlagen.